# 시모카와이역
시모카와이역(일본어: 下川合駅)은 일본 시즈오카현 하마마쓰시 덴류구에 위치한 도카이 여객철도 이다선의 철도역이다. 단선 승강장 1면 1선의 구조를 갖춘 지상역이다.

## 이용 현황
| 연도     | 하루 평균 | 연도     | 하루 평균 |
| 1993년도 | 73        | 2003년도 | "         |
| 1994년도 | 75        | 2004년도 | "         |
| 1995년도 | 74        | 2005년도 | "         |
| 1996년도 | 68        | 2006년도 | 39        |
| 1997년도 | 66        | 2007년도 | 32        |
| 1998년도 | 58        | 2008년도 | 31        |
| 1999년도 | 58        | 2009년도 | 26        |
| 2000년도 | 51        | 2010년도 | 26        |
| 2001년도 | 불명      | 2011년도 | 24        |
| 2002년도 | "         | 2012년도 | 21        |
| -------- | --------- | -------- | --------- |

## 역 주변
- 국도 제473호선

## 역사
- 1934년 11월 11일 : 산신 철도의 산신미와 (현 · 도에이) - 사쿠마 (현 · 주부텐류)간 연신 때에 개업. 일반역.
- 1943년 8월 1일 : 산신 철도선이 이다선의 일부로서 국유화되어, 일본국유철도의 역이 된다.
- 1971년 12월 1일 : 화물 · 하물의 취급을 폐지 (여객역으로 한다).
- 1987년 4월 1일 : 일본국유철도 분할 민영화에 의해, 도카이 여객철도가 승계.

## 인접 역
| 도카이 여객철도 이다선 | 도카이 여객철도 이다선 | 도카이 여객철도 이다선 |
| ---------------------- | ---------------------- | ---------------------- |
| 하야세 도요하시 방면   | ■ 이다선               | 주부텐류 다쓰노 방면   |